# Marcus Oclatinius Adventus
Marcus Oclatinius Adventus (begin derde eeuw) was een Romeins senator, prefect van de pretoriaanse garde en uiteindelijk stadsprefect van de stad Rome.

## Levensloop
Adventus was van bescheiden afkomst en maakte carrière in het leger, eerst als ridder, klom op tot de rang van princeps peregrinorum (een officier die het bevel voerde over niet-Romeinse hulptroepen) onder keizer Septimius Severus (193-211) en trad uiteindelijk in dienst als procurator in Brittannia (tussen 205 en 207) onder de gouverneur Lucius Alfenus Senecio. Keizer Caracalla benoemde hem in 216 samen met Macrinus tot prefect van de pretoriaanse garde. In 217 kreeg hij de eretitel van ornamenta consularia en werd zo toegelaten tot de Romeinse senaat.
Adventus vervoegde keizer Caracalla op zijn campagne tegen de Parthen. Daar werd Caracalla op 8 april 217 door zijn entourage vermoord. Adventus was op dat moment de hoogste in rang en werd tot nieuwe keizer uitgeroepen. Hij bedankte hiervoor omdat hij naar eigen zeggen te oud was en problemen had met zijn ogen. De tweede prefect van de pretoriaanse garde was Macrinus, die het ambt wel aanvaardde. Uit dankbaarheid voor zijn terughoudendheid benoemde Macrinus Adventus niet alleen als zijn collega consul ordinarius voor het jaar 218, maar maakte hem ook tot stadsprefect van Rome.
De geschiedschrijver Lucius Cassius Dio kon deze parvenu maar weinig appreciëren.